# 노영환
노영환(盧泳奐, 일본식 이름: 大原次郞오하라 지로, 1895년 5월 28일 ~ 1967년 7월 14일)은 일제강점기의 관료 겸 기업인으로, 본적은 경상남도 창녕군 고암면이다.

## 생애
1915년 3월 창녕공립보통학교를 졸업했고 1915년 11월 3일 조선총독부로부터 시정 5년 기념 조선물산공진회 수상자 포상을 받았다. 1919년 7월부터 1936년 6월까지 경상남도 창녕군 고암면장을 역임했고 1926년 2월 11일 경상남도로부터 독행자(篤行者) 표창을 받았다.
1927년 4월 1일부터 1929년 3월 9일까지 경상남도 민선 도평의회원을 역임했으며 1929년 6월 20일 조선박람회 경상남도협찬회 평의원으로 선임되었다. 1928년 8월 31일 일본 정부로부터 쇼와대례기념장을 받았으며 창녕금융조합장(1932년 4월)과 창녕산업조합 평의원(1933년 12월 30일)을 역임했다.
1933년 7월 4일 일본 정부로부터 조선 쇼와 5년 국세 조사 기념장을 받았으며 1933년 7월 15일 조선총독부로부터 경상남도 산림공적 감사장을 받았다. 1935년 6월 26일 히로히토 일본 천황의 동생인 다카마쓰노미야 노부히토로부터 은제 화병을 받았고 1936년 6월 3일부터 1939년 6월 2일까지 조선총독부 중추원 참의를 지냈다.
1936년 8월 15일 정7위에 올랐고 조선실업구락부 회원(1936년 11월 15일)과 남지주조 감사(1936년 11월 25일), 부산일보 거창지국장(1937년 3월 3일), 영산주조 대표(1937년 4월), 조선방공협회 창녕지부 평의원(1938년 10월 14일), 창녕주조 대표(1939년 3월), 육군특별지원병 창녕후원회 회원(1939년 3월 15일), 국민정신총동원 창녕군 유림연맹 발기인(1939년 4월 15일)을 역임했다. 1941년 5월 11일 경상남도 관선 도회의원으로 선출되었으며 광복 이후에는 반민족행위특별조사위원회로부터 조사를 받기도 했다.
친일파 708인 명단의 중추원 부문, 민족문제연구소의 친일인명사전 수록자 명단의 중추원 부문, 친일반민족행위진상규명위원회가 발표한 친일반민족행위 705인 명단에 포함되었다.

## 참고자료
- 친일반민족행위진상규명위원회 (2009). 〈노영환〉. 《친일반민족행위진상규명 보고서 Ⅳ-5》. 서울. 144~152쪽.